# Cirrhophanus hoffmani
Cirrhophanus hoffmani là một loài bướm đêm trong họ Noctuidae.